# Departamento de Guerou
Guerou es un departamento de la región de Assaba, en Mauritania. En marzo de 2013 presentaba una población censada de 44 870 habitantes. Está formado por las siguientes comunas, que se muestran asimismo con población de marzo de 2013:
- El Ghayra 6,444
- Guerou 25,368
- Kamour 8,263
- Oudey Jrid 4,795[1]